# Gunnar Beskow (geolog)
Gunnar Beskow, född 10 juli 1901 i Djursholm i Danderyds församling, Stockholms län, död 30 december 1991 i Göteborg, var en svensk geolog. Han var son till Elsa och Natanael Beskow samt bror till Bo Beskow.

## Biografi
Beskow blev filosofie licentiat 1927 och filosofie doktor 1930 i mineralogi och petrologi vid Stockholms högskola.  Efter tjänstgöring vid Sveriges geologiska undersökning och Statens väginstitut utnämndes han 1949 till professor i geologi vid Chalmers tekniska högskola. Han blev emeritus 1967. Beskow var även hedersmedlem hos V-teknologsektionen Samhällsbyggnadsteknik Chalmers. Han invaldes som ledamot av Vetenskaps- och Vitterhetssamhället i Göteborg 1950.
Beskows vetenskapliga tyngdpunkt har gällt problemen med tjäle. Hans arbeten inom detta område har varit av fundamental betydelse. Vid sidan om var han en av pionjärerna för den moderna naturvården. Under 1950- och 1960-talen utförde han en värdegradering av Sveriges sjöar och älvar. Detta omfattande arbete följde han sedan upp genom kontinuerlig bevakning av känsliga områden. Han har på många olika sätt grundlagt och förebådat den miljömedvetenhet som nu tränger igenom i samhället.
Gunnar Beskow var också en uppskattad författare, poet och kulturpersonlighet. Han var ordförande i Sveriges författareförening 1948–1950. Beskow är begraven på Djursholms begravningsplats.

### Skönlitteratur
- Marsvår : dikter. Stockholm: Wahlström & Widstrand. 1922. Libris 1470197
- Nu. Stockholm: Bonnier. 1930. Libris 1317588
- Människornas land : dikter. Stockholm: Bonnier. 1934. Libris 1351754
- Ett Faustspel : lyriskt drama i fyra akter med förspel och prolog. Stockholm: Bonnier. 1936. Libris 1361589
- Öppen jord : dikter. Stockholm: Bonnier. 1937. Libris 2560146
- Gud och jord : dikter. Stockholm: Bonnier. 1943. Libris 674218
- Septemberstrand : dikter. Stockholm: Bonnier. 1952. Libris 1434751
- Havstulpanerna andas : dikter. Stockholm: Bonnier. 1961. Libris 1383566
- Skapelsefabler : dikter. Stockholm: Bonnier. 1975. Libris 7144600. ISBN 91-0-040001-7

### Varia
- Dräneringens betydelse för vägarnas tjälförhållanden : sammanfattning av de viktigaste resultaten av pågående undersökningar. II. Svenska väginstitutet meddelande. 1925-1934 ; 15. Stockholm: Svenska väginstitutet. 1929. Libris 18632129. http://urn.kb.seresolve?urn=urn:nbn:se:vti:diva-8177
- Södra Storfjället im südlichen Lappland : eine petrographische und geologische Studie im zentralen Teil des skandinavischen Hochgebirges. Sveriges geologiska undersökning. Serie C, Avhandlingar och uppsatser, 0082-0024 ; 350 Årsbok / Sveriges geologiska undersökning, 0082-0016 ; 21 :5. Stockholm. 1929. Libris 1335780
- Tjälproblemets grundfrågor : sammanfattning av de viktigaste resultaten av pågående undersökningar  : 1. Svenska väginstitutet meddelande. 1925-1934 ; 13. Stockholm: Svenska väginstitutet. 1929. Libris 18632128. http://urn.kb.se/resolve?urn=urn:nbn:se:vti:diva-8142
- De geologiska faktorernas betydelse för vägarnas tjälförhållanden. Meddelande / Svenska väginstitutet, 99-3507345-9 ; 21. Stockholm. 1930. Libris 427406
- Några undersökningar rörande klorkalcium, klormagnesium och sulfitlut och deras lämplighet som dammbindningsmedel. Meddelande / Svenska väginstitutet, 99-3507345-9 ; 27. Stockholm: [Institutet]. 1930. Libris 1335658
- Om isoleringsåtgärder mot tjälskott och tjälskjutning. Meddelande / Svenska väginstitutet, 99-3507345-9 ; 26. Stockholm: [Institutet]. 1930. Libris 1335657
- Om jordarternas kapillaritet : en ny metod för bestämning av kapillärkraften (eller kapillära stighöjden). Sveriges geologiska undersökning. Serie C, Avhandlingar och uppsatser, 0082-0024 ; 356. Stockholm. 1930. Libris 1335784
- Om tjälproblemet vid vägar och järnvägar. : Förefrag hållet vid B-sektionens sammanträde i Hälsingfors den 22 september 1930. Stockholm. 1930. Libris 2560143
- Om vägarnas allmänna ytuppmjukning i tjällossningen = Softening of roads in spring. Meddelande / Svenska väginstitutet, 99-3507345-9 ; 30. Stockholm. 1931. Libris 427416
- Om vägarnas bärighet vid vattenövermättning. Meddelande / Svenska väginstitutet, 99-3507345-9 ; 24. Stockholm: [Institutet]. 1930. Libris 1335655
- Biologi och livsåskådning. Sthlm. 1932. Libris 40963
- Om korrugeringen och dess motarbetande = Corrugation on gravel roads and its counteraction. Meddelande / Svenska väginstitutet, 99-3507345-9 ; 37. Stockholm: [Institutet]. 1932. Libris 1368437
- Praktiska metoder att bedöma markens tjälfarlighetsgrad. Ljusdal. 1933. Libris 2560144
- Tjälens betydelse för vägbeläggningar. Meddelande / Svenska väginstitutet, 99-3507345-9 ; 41. Stockholm. 1933. Libris 427419
- Tjälbildningen och tjällyftningen med särskild hänsyn till vägar och järnvägar. Sveriges geologiska undersökning. Serie C, Avhandlingar och uppsatser, 0082-0024 ; 375 Meddelande / Statens väginstitut, 0081-5713 ; 48. Stockholm. 1935. Libris 427423
- Materieforskningens nya världsbild. [Stockholm]. 1935. Libris 2560142
- Till Europa. Stockholm: Bonnier. 1937. Libris 1361590
- Humanismens väg ur världskaos. Stockholm: Studiekamraten. 1938. Libris 18246918
- Maskinblandning av grusvägbana Södra Åsbo 1938-1939. Rapport / Statens väginstitut, 9. Stockholm: Inst. 1939. Libris 1378945
- Världsbildernas kamp. Stockholm: Bonnier. 1939. Libris 1208086
- Sveriges uppgift. Stockholm: Bonnier. 1940. Libris 1207786
- Värdenormens förnyelse. Fredshögskolans skriftserie (1942), 99-2086845-0 ; 2. Stockholm. 1943. Libris 1207787
- Morgondagens människa. Stockholm: Kooperativa förbundets förlag. 1945. Libris 1240476
- Soil freezing and frost heaving with special application to roads and railroads. Årsbok / Sveriges geologiska undersökning, 0082-0016 ; 375 Sveriges geologiska undersökning. Serie C, Avhandlingar och uppsatser, 0082-0024 ; 26 :3. Evanston, Ill: Technological Institute, Northwestern University. 1947. Libris 1988983
- Amerikansk och svensk jordklassifikation : speciellt för vägar och flygfält  : American and Swedish soil classification  : especially for highways and airfields. Meddelande / Statens väginstitut, 0081-5713 ; 81. Stockholm: Inst. 1951. Libris 1448400
- Värdegraderad förteckning över sjöar och älvsträckor som böra skonas vid vattenkraftutbyggnad : utredning. [Stockholm]: [Statens naturvårdsnämnd]. 1959. Libris 1416060
- Sjöar och vattendrag i Sverige : utredning. [Stockholm]: [Statens naturvårdsnämnd]. 1963. Libris 1416055
- Sjöar och vattendrag i Sverige : utredning. [D.] 2 Söder om Norrlandsområdet. [Stockholm]: [Statens naturvårdsnämnd]. 1963. Libris 1416056
- Långdyning : dikter. Stockholm: Bonnier. 1981. Libris 7146410. ISBN 91-0-045142-8